# Número de Rayo
O número de Rayo é um número muito grande cujo nome se refere ao matemático Agustín Rayo, e que pode ser considerado o maior inteiro para o qual existe uma designação. Foi originalmente definido num "duelo de números grandes" no MIT em 26 de janeiro de 2007.

## Definição
A definição do número de Rayo é uma variante da definição seguinte:
O menor número maior que qualquer número finito designado por uma expressão na linguagem de teoria dos conjuntos com menos de um googol de símbolos.
Especificamente, uma versão inicial da definição, mais tarde esclarecida, indicava "o mais pequeno número que seja maior que qualquer número que possa ser expresso numa linguagem de primeira orde de teoria de conjuntos com menos que um googol (10100) símbolos."
A definição formal do número usa a seguinta fórmula de segunda ordem, em que [φ] é uma fórmula Gödel-codificada e s uma atribuação de variável:

∀R {

{for any (coded) formula [ψ] and any variable assignment t

(R( [ψ],t) ↔

( ([ψ] = `x_i ∈ x_j' ∧ t(x_1) ∈ t(x_j)) ∨

([ψ] = `x_i = x_j' ∧ t(x_1) = t(x_j)) ∨

([ψ] = `(∼θ)' ∧ ∼R([θ],t)) ∨

([ψ] = `(θ∧ξ)' ∧ R([θ],t) ∧ R([ξ],t)) ∨

([ψ] = `∃x_i (θ)' and, for some an xi-variant t' of t, R([θ],t'))

)} →

R([φ],s)}

Com esta fórmula, o número de Rayo é definido como:
O menor número que seja maior que qualquer número finito m com a seguinte propriedade: existe uma fórmula φ(x1) na linguagem de teoria de conjuntos de primeira ordem (como apresentado na definição de `Sat') com menos do que um googol de símbolos e x1 como sua única variável livre tal que: (a) existe uma atribuação de variável s que associa m a x1 tal que Sat([φ(x1)],s), e (b) para qualquer atribuição de variável t, se Sat([φ(x1)],t), então t atribui m a x1.